# Звезда је рођена (филм из 2018)
Звезда је рођена (енгл. A Star Is Born) је амерички мјузикл и љубавна драма из 2018. године коју је направио Бредли Купер (ово је његов режисерски првенац), а сценарио су направили Купер, Ерик Рот и Вил Фетерс. Филм је римејк истоименог филма из 1937. године, а глуме Купер, Лејди Гага, Сем Елиот, Дејв Шапел и Ендру Дајс Клеј. Радња филма прати музичара склоног алкохолу (Купер) који пронађе и заљуби се у млађу певачицу (Гага). Ово је четврти римејк оригиналног филма из 1937. године, након мјузикла из 1954. године, рок мјузикла из 1976. године и боливудског љубавног филма из 2013. године.
Приче о прављењу римејка Звезда је рођена почеле су 2011. године, када се за режисера спомињао Клинт Иствуд, а за главну звезду Бијонсе. Филм је неколико година био у развоју, са бројним глумцима који је требало да глуме, као што су Кристијан Бејл, Леонардо Дикаприо, Вил Смит и Том Круз. Марта 2016. године, Купер је потписао уговор да ће режирати и глумити, а Лејди Гага се придружила глумачкој постави августа 2016. године.
Филм је премијерно пуштен на 75. филмском фестивалу у Венецији 31. августа 2018. године, а у САД је пуштен 5. октобра 2018. године. Зарадио је преко 253 милиона долара и добио похвале критичара. Похвале за извођење су добили Купер, Гага и Елиот, а Купер је такође добио и похвале за режију.

## Радња
Џексон Мејн, познати певач кантри музике који се приватно бори против зависности од алкохола и дроге, има концерт у Калифорнији. Његова главна подршка је Боби, његов менаџер и старији полубрат. Након концерта, Џексон се нађе у бару у ком присуствује наступу Ели, конобарице и кантаутора. Џексон се одушеви њеним талентом; проводе ноћ причајући једно с другим, а Ели му открива проблеме са којим се суочава док јури професионалну музичку каријеру. Након тога Ели уз Џексона почиње да гради своју музичку каријеру, док се његова каријера полако гаси.

## Улоге
| Глумац          | Улога              |
| --------------- | ------------------ |
| Бредли Купер    | Џексон Мејн        |
| Лејди Гага      | Ели Кампана-Мејн   |
| Сем Елиот       | Боби Мејн          |
| Дејв Шапел      | Џорџ „Нудлс” Стоун |
| Ендру Дајс Клеј | Лоренцо Кампана    |
| Ентони Рамос    | Рејмон             |
| Мајкл Харни     | Вулфи              |
| Рафи Гаврон     | Рез Гаврон         |